# Ängelholms landsfiskalsdistrikt
Ängelholms landsfiskalsdistrikt var 1918–1964 ett landsfiskalsdistrikt i Kristianstads län, bildat som Rebbelberga landsfiskalsdistrikt när Sveriges indelning i landsfiskalsdistrikt trädde i kraft den 1 januari 1918, enligt beslut den 7 september 1917. När Sveriges nya indelning i landsfiskalsdistrikt trädde i kraft den 1 oktober 1941 (enligt kungörelsen den 28 juni 1941) ändrades distriktets namn till Ängelholms landsfiskalsdistrikt. Den 1 januari 1965 avskaffades i Sverige samtliga landsfiskaler och landsfiskalsdistrikt, och deras arbetsuppgifter delades upp på de nyskapade indelningarna polisdistrikt, åklagardistrikt och kronofogdedistrikt.
Landsfiskalsdistriktet låg under länsstyrelsen i Kristianstads län.

## Ingående områden
Den 1 oktober 1941 (enligt kungörelsen den 28 juni 1941) överfördes  Ausås landskommun till Björnekulla landsfiskalsdistrikt. Dessutom tillfördes Ängelholms stad i polis- och åklagarhänseende, efter att stadsfiskalstjänsten i staden upphört, men inte i utsökningshänseende. 1 januari 1948 förenades Ängelholms stad med distriktet även i utsökningshänseende, och tillhörde då i alla avseenden landsfiskalsdistriktet. När Sveriges nya indelning i landsfiskalsdistrikt trädde i kraft den 1 januari 1952 (enligt kungörelsen 1 juni 1951) ändrades indelningen av distriktets ingående områden.

### Från 1918
Bjäre härad:
- Barkåkra landskommun
- Hjärnarps landskommun
- Rebbelberga landskommun

Södra Åsbo härad:
- Ausås landskommun
- Höja landskommun
- Strövelstorps landskommun

### Från 1 oktober 1941
- Ängelholms stad (förutom i utsökningshänseende, som staden skötte själv)[3]

Bjäre härad:
- Barkåkra landskommun
- Hjärnarps landskommun
- Rebbelberga landskommun

Södra Åsbo härad:
- Höja landskommun
- Strövelstorps landskommun

### Från 1948
- Ängelholms stad

Bjäre härad:
- Barkåkra landskommun
- Hjärnarps landskommun
- Rebbelberga landskommun

Södra Åsbo härad:
- Höja landskommun
- Strövelstorps landskommun

### Från 1 januari 1952
- Barkåkra landskommun
- Hjärnarps landskommun
- Ängelholms stad